# Боруто Удзумаки
Боруто Удзумаки (яп. うずまき ボルト Удзумаки Боруто) — персонаж манги «Наруто» Масаси Кисимото, главный герой фильма «Боруто: Наруто», аниме- и манга-сериалов Boruto: Naruto Next Generations и Boruto: Two Blue Vortex и видеоигр, например Naruto Shippuden: Ultimate Ninja Storm 4 и NARUTO X BORUTO Ultimate Ninja Storm Connections.
Несмотря на то, что внешне Боруто похож на Наруто-ребёнка, у них достаточно разный характер. Отношения Боруто со своим отцом отражают отношения Кисимото со своими детьми. Однако главный фокус манга берёт на сложных взаимоотношениях Боруто с его приёмным братом Каваки, так как художник Микио Икэмото хочет, чтобы читатели следили за их развитием. Боруто озвучивает Кокоро Кикути в послетитровой сцене «Последнего фильма» и Юко Сампэй в «Боруто». Сампэй понравилось озвучивать персонажа, она нашла его подкупающим.
Персонаж получил смешанные отзывы. Критики негативно описывали его отношения с отцом, сочтя их концепцию заезженной ещё в манге «Наруто». Однако в фильме «Боруто: Наруто» критики похвалили как его развитие (с точки зрения боевых сцен и понимания поступков Наруто), так и озвучку.

## Создание
Масаси Кисимото придумал Боруто в 2013 году, когда манга «Наруто» близилась к своему завершению, так как хотел, чтобы в её конце главный герой стал отцом. В 700 главе «Наруто» Боруто раскрашивает каменные лица правителей деревни Конохагакурэ, хокагэ. Кисимото хотел, чтобы Боруто вёл себя, как его отец, но в то же время отличался от него. Он не хотел раскрывать характер персонажа из-за того, что манга Boruto: Naruto Next Generations ещё разрабатывалась, но сказал, что Боруто не такой прямолинейный, как Наруто. Имя Боруто — другой вариант чтения имени его двоюродноо дяди Нэдзи Хюги, погибшего, защищая его родителей, чему и посвящено. В фильме «Боруто: Наруто» Кисимото развивал отношения Боруто с Наруто на основании своих отношений с собственными сыновьями, желая, что фильм отражал отношения отца и сына Удзумаки. Заглавная песня фильма, "Diver" (яп. ダイバー Дайба:), отсылает к Боруто. По словам одного из участников исполняющей её группы Kana-Boon, она отражает изменения персонажа на протяжении истории.
На решение сделать наставником Боруто соперника и лучшего друга Наруто, Саскэ Утиху, повлияла редкая частота его появлений в фильмах по «Наруто». Саскэ становится учителем старшего ребёнка Наруто на манер Пикколо из «Драконьего жемчуга» Акиры Ториямы: бывший враг главного героя, Гоку, становится учителем его старшего сына Гохана. Хироюки Ямасите, режиссёру фильма и сериала про Боруто, сын Наруто понравился ещё в спин-оффе о дочери Саскэ, Сараде, «Наруто: Седьмой хокагэ и алая весна». Из фильма из-за хронометража вырезали две сцены: первая отражала его отношения с отцом, а вторая — с Сарадой. Сложностью в работе над фильмом он назвал изображение расэнгана Боруто, исчезающего после запуска и появляющегося перед касанием врага. Сцена, в которой Наруто передаёт Боруто всю свою чакру для зарядки расэнгана, была тщательно отрисована в раскадровке фильма.
Хотя Боруто и считается главным героем своей манги, в начале 2019 года Икэмото заявил, что важнейшей частью её сюжета будут отношения Боруто и Каваки, так как манга однажды покажет, что привело к их сражению во флешфорварде из первой главы. В декабре 2020 года Икэмото заявила, что аниме опишет первую встречу Каваки и Боруто более подробно, но так и не пояснил флешфорвард, сказав, что в будущем в манге будет описан как их рост, так и повышение враждебности друг к другу.

## Дизайн
Создавая персонажа, Кисимото старался лишить Боруто наиболее приметных черт Наруто, таких как глаза и полосы на щёках, так как в нём не запечатан Девятихвостый лис, но всё ещё сделал их похожими. Костюм Боруто проще первого костюма Наруто, но на нём всё так же есть эмблема клана Удзумаки. Кисимото намеренно рисовал куртку Боруто расстёгнутой, чтобы отразить его беззаботность. Изначально он собирался нарисовать Боруто бякуган, унаследованный от его матери Хинаты, но забыл о нём и взамен придумал новое додзюцу.
На первых страницах манги Boruto: Naruto Next Generations показан флэшфорвард со стоящими друг напротив друга и готовыми к битве более взрослых Боруто и Каваки. Этот шаг был предпринят, чтобы привлечь больше фанатов и заставить их ожидать арки с этой битвой, так как Коноха в ней выглядит полуразрушенной. Битву Саскэ с Кинсики Оцуцуки решили вставить позже, чтобы первые страницы манги воздействовали на читателей сильнее. На разработку дизайна Боруто из флэшфорварда у Икэмото было мало времени, и в итоге он сказал, что когда манга достигнет этой точки, он может измениться. Также дизайн Боруто меняется при взаимодействии с разными персонажами манги: с дружелюбным Тэнто главный герой ведёт себя более по-детски, и его глаза становятся больше, но после встречи с Каваки они уменьшаются, чтобы отразить недоверчивость и бунтарской взгляд на Боруто.
Из-за того, что съёмочная группа аниме «Наруто» называет Наруто и Саскэ легендарными персонажами, Studio Pierrot стремится очень аккуратно относиться к изображению нового поколения и хочет вывести их на уровень старого. Кисимото, впрочем, беспокоит рост персонажей до уровня Наруто и Саскэ, так как он считает это повтором. Икэмото отметил, что не смог полностью придумать образ Боруто, так как это за него сделал автор персонажа. Однако кадр, где Боруто создаёт расэнган вместе со своим отцом в 9 главе, произвёл на него большое впечатление, заставив поверить, что он важен для сюжета.

## Озвучание
В «Последнем фильме» Боруто-ребёнка озвучивает Кокоро Кикути, а в последующих аниме-проектах эта роль перешла Юко Сампэй. Сампэй полюбила мангу «Наруто» ещё в детстве. Она ставила себя на место Наруто и почувствовала, что «узы между ними стали крепче», когда она узнала, что будет озвучивать его сына. В итоге она даже заново скупила все тома манги «Наруто» для подготовки к работе над фильмом «Боруто: Наруто». Сампэй благодарила съёмочную группу за подаренную ей возможность и в шутку называла сэйю Наруто, Дзюнко Такэути, своим новым отцом. Изначально она испытывала проблемы с озвучиванием Боруто, но, получив сценарий, она осознала, что он — мальчик, который очень любит своего отца, и это помогло ей лучше вжиться в роль. Обрадованная работой над «Боруто», Сампэй попросила Кисимото поскорее придумать сюжет для нового фильма, на что тот ответил просьбой дать ему передохнуть.

## В сюжете

### «Наруто» и «Боруто»
Боруто, впервые появившийся в заключительной главе манги «Наруто», показан мальчиком, обучающимся в Академии ниндзя и часто присматривающим за своей младшей сестрой Химавари. Он, как и Наруто, любит хулиганить, чтобы привлечь к себе внимание, но не всей деревни, как он, а только лишь своего отца, который стал проводить с ним меньше времени после того, как занял должность хокагэ, правителя деревни Конохагакурэ. В манге «Наруто: Седьмой хокагэ и алая весна» он просит Сараду передать обед его отцу, и после встречи с Наруто Сарада решает однажды стать хокагэ.
В фильме «Боруто: Наруто» (и начале манги, повторяющей его сюжет, а также ранобэ-пересказе) Боруто принимает участие в экзамене на тюнина, постепенно всё больше злясь на своего отца за то, что он думает о деревне больше, чем о своей собственной семье. Он сталкивается с его лучшим другом и соперником Саскэ, отцом Сарады, и становится его учеником, научившись создавать расэнган (вернее, его вариацию «Исчезающий расэнган»). От самого же экзамена Боруто отстраняют за нарушение правил. Сразу же после этого на Коноху нападают Оцуцуки, и Момосики Оцуцуки похищает Наруто и перемещает его в другое измерение. Боруто осознаёт свою ошибку и отправляется на выручку своему отцу вместе с Саскэ и кагэ, в итоге с помощью Наруто и Саскэ побеждая Момосики расэнганом. Звание хокагэ ему претит, но он всё же загорается желанием стать достаточно сильным, чтобы защищать правителя деревни, как Саскэ, а путь к посту хокагэ оставляет Сараде. Также он появляется в бонусной главе манги «Легенда о сярингане Саскэ Утихи», где тренируется с Саскэ.

### Boruto: Naruto Next Generations
Сюжет аниме-сериала, в отличие от фильма и манги, начинается, когда Боруто ещё посещает Академию ниндзя. У него развивается додзюцу дзёган, позволяющее ему видеть заражённую чакру других людей, благодаря чему он находит виновника в порче жителей деревни. В дальнейшем класс Боруто отправляется на экскурсию в Киригакурэ, где главный герой находит друга по имени Кагура Каратати и спасает его деревню от переворота синоби, хранящих верность старым традициям Деревни, скрытой в тумане. Окончив Академию, Боруто, Сарада и Мицуки становятся членами новой Команды № 7 под руководством дзёнина Конохамару Сарутоби, в составе которой выполняют миссии. Боруто появляется в двух OVA: «День, когда Наруто стал хокагэ» (бонус на диске с фильмом «Боруто: Наруто», в котором Боруто портит игрушку Химавари, и она случайно выводит Наруто из строя) и Naruto Shippuden: Ultimate Ninja Storm Legacy, бонусу к одноимённой игре, в которой команда Конохамару пытается поймать подозреваемого в краже.
И в аниме, и в манге после своего поражения Момосики оставляет на правой ладони Боруто метку, известную как «Карма». После этой битвы Боруто назначают телохранителем сына даймё Страны Огня Тэнто Мадоки. Они становятся друзьями, и Боруто учит Мадоку ниндзюцу. Позднее синоби Конохи узнают об организации «Кара» и встречают одного из её бывших членов, Каваки — того самого подростка из флэшфорварда. Боруто и Каваки удаётся сблизиться, и тот раскрывает планы «Кары» и опасность владения Кармой. Во время битвы с другим членом «Кары», Боро, ослабленного Боруто захватывает дух Момосики, стремящийся завладеть его телом через Карму.
Когда на Коноху нападает Иссики Оцуцуки, Боруто с помощью Кармы отправляет его в другое измерение, где им с Каваки, Наруто и Саскэ удаётся его победить, однако Момосики вновь захватывает тело Боруто и уничтожает риннэган Саскэ. В следующий раз Момосики захватывает тело Боруто, когда они находят последнего члена «Кары», Кода, и Каваки наносит Боруто смертельную рану, от которой того спасает Момосики, слившись с ним окончательно и изменив его Карму. Затем он вместе с Каваки, Сарадой, Мицуки, Сикадаем, Инодзином и Тё-Тё берётся за миссию по слежке за Эйдой и Дэймоном. Узнав, что Каваки запечатал Наруто и Хинату, Боруто атакует его. Защитив Сараду от атаки Каваки, он получает шрам на глазу. Позднее Каваки просит Эйду изменить воспоминания всех людей, кроме Оцуцуки, чтобы они считали Каваки родным сыном хокагэ, а Боруто — чужаком.

### В других медиа
Помимо манги и аниме, Боруто появляется в файтинге Naruto Shippuden: Ultimate Ninja Storm 4 (вначале только в конце игры, он становится играбельным персонажем в DLC «Road to Naruto»). После поражения Момосики Боруто может сразиться с Наруто. Он проигрывает, но отец всё равно хвалит его за развитие навыков, чем радует Боруто. В 2019 году генеральный директор CyberConnect 2 Хироси Мацуяма заявил, что четвёртая часть была заключительной игрой в серии, но Bandai Visual может принять решение о разработке новых серии игр уже о Боруто. В играх Naruto to Boruto: Shinobi Striker и Naruto x Boruto: Ninja Voltage Боруто появляется как играбельный персонаж. Также о Боруто выпускают ранобэ.

## Критика
Критики разделились в мнениях насчёт Боруто. Впервые увидев его, Рамзи Айлер с IGN счёл его слишком похожим на отца. Сравнивая Боруто с главными персонажами других манга-серий, колумнист с Anime News Network Эми Макналти отметила, что рост Боруто в аниме-сериале помог сделать его привлекательнее для зрителя. С другой стороны, Энди Хэнли с UK Anime Network написал, что несмотря на похожие дизайн и поведение, Боруто не такой, как его отец, и их характеры отличаются. Хэнли и Макналти понравились отношения отца и сына Удзумаки, на которые повлияла разница в их детских годах, и как они становятся главным фокусом «Боруто: Наруто». Макналти также понравилось развитие Боруто, когда тот испугался за Наруто после нападения на него Оцуцуки. Ричард Анзенбайс с Kotaku, напротив, отнёсся к развитию Боруто критично и посчитал, что их с Наруто узы в конце фильма выглядят натянутыми и слабыми. В обзоре манги Ник Смит с ICv2 счёл Боруто минусом сериала, так как его характер слишком резко контрастирует с главным героем «Наруто». Александрии Хилл с Otaku USA понравилась битва Боруто против Момосики и его объединение с Наруто и Саскэ. Крис Циммерман с DVD Talk заметил, как точно авторы сценария передали плохие отношения Боруто с отцом в начале фильма, и как они улучшились во время кульминации. Лирой Доурюссо понравилось, что характер Боруто начал развиваться уже во втором томе манги. Беверидж похвалил образ персонажа из аниме, которые ему показались превосходящими его манга-прототип.
Рост Боруто критикам понравился уже больше, особенно когда на фоне детских выходок выделяться более взрослый подросток с заметно идеалистическим мышлением. Макналти восхитилась тем, что в аниме фанатам удалось увидеть учёбу главного героя в Академии ниндзя, которой в «Наруто» отвели всего пару страниц, и что Боруто в Академии ведёт себя совсем не так, как его отец. Anime Now показалось, что первые враги в «Боруто» более легкомысленны, чем в «Наруто», что отражает, как выглядел бы «Наруто» в мирное время. Таис Валдивия с Hobby Consolas заявила, что, хоть характер Боруто и не понравится зрителям с первого взгляда, его арка помогает зрителю проникнуться им, и отдельно отметила его битву плечом к плечу с Наруто и Саске.
Критики отдельно отмечали отношения Боруто с другими персонажами, особенно с отцом. Крис Бевериджу с Fandom Post большой фокус на их отношения в первой главе манги не понравился. Директор Viz Media Кевин Хамрик отметил, что несмотря на то, что Боруто обычно ленивый, он стремится сразиться со своим отцом и превзойти его. Сэм Стюарт с IGN заметил, что Боруто имеет менее прорывной характер, чем Наруто, а его злоба по отношению к отцу бессмысленна, причём такие сюжеты часто встречаются в искусстве. Мелине Даргис понравилось, как Боруто осознал цели своего отца и присоединился к Саскэ и кагэ в операции по спасению Наруто. Она отдельно отметила его поначалу натянутые отношения с отцом и приверженность новым технологиям, что сочла попыткой сделать персонажа более понятным современным читателям. Ребекка Силверманн с Anime News Network похвалила сценаристов за такое развитие тоски Боруто, которое не превратило его в ноющего подростка, и желание Саскэ стать наставником Боруто после того, как он заметил в нём общие черты с Наруто. Враждебность по отношению к Каваки критики сочли выражением соперничества, схожим с отношениями Наруто и Саске в первой части манги «Наруто». Бевераджу понравилось предзнаменование подросшего Боруто, сражающегося с Каваки, в первой главе манги, и ему захотелось увидеть развитие сюжета в этом направлении.
Игру Юко Сампэй на западе раскритиковали за схожую высоту голоса с Дзюнко Такэути в роли Наруто, хотя последний уже взрослый мужчина. Игру американской актрисы дубляжа Боруто, Аманды Миллер, они, наоборот, хвалили за правдоподобное отображение мужского персонажа, дажее более правдоподобное, чем у Сампэй.

### Популярность
В голосовании за персонажей после выхода фильма в 2015 году Боруто занял третье место после Мицуки и Сарады. В опросе 2021 года Боруто занял первое место.
Актрисе озвучивания Дэнки Каминаримона, Тихиро Икки, понравилось, как в начале аниме Боруто защищал Дэнки от хулиганов, так как в детстве к ней самой приставали, и она сказала, что видит Боруто идеальным героем.